# جشنواره فیلم و ویدیوی اینسایت اوت
جشنواره فیلم و ویدیو اینسایت اوت (انگلیسی: Inside Out Film and Video Festival) جشنواره فیلم سالانه فیلم کانادایی است، که برنامه‌ای از فیلم‌های مرتبط با ال‌جی‌بی‌تی ارائه می‌کند. این جشنواره در تورنتو و اتاوا برگزار می‌شود. این جشنواره که در سال ۱۹۹۱ تأسیس شد، اکنون بزرگترین جشنواره در نوع خود در کانادا است. ددلاین هالیوود آن را «برترین جشنواره فیلم ال‌جی‌بی‌تی در کانادا» نامیده‌است.